# Anna Rüling
Theodora "Theo" Anna Sprüngli (Hamburgo, 15 de agosto de 1880 – 8 de maio de 1953), mais conhecida pelo pseudônimo de Anna Rüling, foi uma jornalista alemã cujo discurso em 1904 foi o primeiro discurso político a abordar os problemas enfrentados pelas lésbicas. Uma das primeiras mulheres modernas a se declarar homossexual, ela foi descrita como "a primeira ativista lésbica conhecida".

## Primeiros anos e educação
Rüling nasceu em uma família de classe média em Hamburgo, no Império Alemão. Seus pais eram Adolf Sprüngli, um empresário suíço no exterior, e Caroline Sprüngli, nascida Dangers. Junto com pelo menos uma irmã, Rüling foi criada em uma "atmosfera rígida de uma casa hanseática". Ela frequentou uma escola para moças e, como considerado apropriado para uma garota de classe média, recebeu instruções em piano e teoria musical. Ela terminou o ensino secundário em Stuttgart, onde teve aulas de violino com Edmund Singer e foi colega de escola de Elly Ney. Ela era uma violinista talentosa, mas teve que desistir disso depois de sofrer uma lesão no braço resgatando uma criança. Sua carreira como jornalista começou aos 17 anos, quando começou a escrever para o Hamburger Fremdenblatt. Rüling mudou-se para Berlim, onde trabalhou para August Scherl por algum tempo, escrevendo artigos de jornal sobre música e teatro e ganhando algum dinheiro extra dando aulas particulares de música.

## Homossexualidade e ativismo
A família de Rüling, desconhecendo sua homossexualidade, pressionou-a a se casar. Rüling mais tarde falou sobre a aversão lésbica às relações conjugais com homens, declarando que mulheres homossexuais casadas com homens não encontrariam "nenhuma felicidade" e seriam "incapazes de criar felicidade". Embora seu pai afirmasse que "nada disso pode acontecer na minha família", Rüling começou um relacionamento com uma mulher em 1904 e se dedicou ao ativismo. Ela estava ansiosa para ver uma aliança entre os ativistas LGBT e os crescentes movimentos pelos direitos das mulheres, convocando estes últimos a apontar "o quão destrutivo é para homossexuais se casarem".
O Comitê Científico-Humanitário (Wissenschaftlich-humanitäres Komitee, em alemão), o primeiro grupo de defesa LGBT do mundo, convidou Rüling para falar em sua conferência em Berlim em 9 de outubro de 1904. Ela foi a única palestrante que abordou especificamente as questões enfrentadas por lésbicas. Ela fez o discurso "Homosexualitat und Frauenbewegung" (Homossexualidade e o Movimento Feminino). Ela concordou com a visão comum, da época, de que a mentalidade lésbica é mais semelhante à dos homens do que à de outras mulheres. Apesar de suas tentativas de unir todas as vítimas de opressão baseada no sexo, Rüling não conseguiu influenciar os defensores dos direitos das mulheres a trabalhar pelos direitos lésbicos. Muitas lésbicas na época participaram ativamente da promoção dos direitos das mulheres, mas ficaram chocadas com a insistência de Rüling em tratar os direitos lésbicos como uma questão feminista. 

Se pesarmos todas as contribuições que as mulheres homossexuais fizeram ao Movimento das Mulheres, ficaríamos surpresos que as suas grandes e influentes organizações não tenham levantado um dedo para obter justiça no Estado e na sociedade para o não tão pequeno número dos seus membros [lésbicas]...
—Anna Rüling

Rüling acreditava que os homossexuais constituíam um terceiro gênero, distinto de homens e mulheres. Ela argumentava que as mulheres homossexuais eram mais razoáveis do que "mulheres claramente heterossexuais" e que uma lésbica, "como um homem normal médio, era mais objetiva, mais enérgica e voltada para objetivos do que a mulher feminina". Isso, ela afirmava, tornava as mulheres homossexuais adequadas para ocupações profissionais. O que se provou mais controverso, no entanto, não foram suas próprias opiniões –  foi sua admissão direta de sua própria homossexualidade e evidente orgulho dela. Seu discurso foi o primeiro discurso político sobre lésbicas. Ela foi uma das primeiras mulheres a se identificar abertamente como homossexual, e foi chamada de "a primeira ativista lésbica", embora o mesmo às vezes seja dito sobre Johanna Elberskirchen. Ela também é conhecida como uma das primeiras feministas lésbicas.

## Últimos anos
Em 27 de outubro de 1904, Rüling fez um discurso para o Bund für Menschenrecht de Friedrich Radszuweit, outra organização que defendia os direitos dos homossexuais, da qual foi membro por um breve período. Dois anos depois, ela publicou uma coleção de contos com temática lésbica. Deixando Berlim, Rüling mudou-se para Düsseldorf, onde viveu por trinta anos. De 1914 até meados da década de 1920, seus escritos foram publicados regularmente no Neue Deutsche Frauenzeitung, um jornal de direita com opiniões moderadas sobre os direitos das mulheres.
Durante a Primeira Guerra Mundial, Rüling provou ser uma patriota fervorosa, nacionalista e imperialista. No entanto, não aparenta que ela tenha se filiado ao Partido Nazista. Ela deixou Düsseldorf, bem como o jornalismo em tempo integral, no final da década de 1930, mudando-se para Ulm. Lá, trabalhou como secretária, diretora e editora de roteiro no teatro municipal. Uma década depois, mudou-se para Delmenhorst, continuando a carreira no teatro, mas também retomando o jornalismo em 1949. Na época de sua morte repentina em 8 de maio de 1953, Theo Anna Sprüngli ("Anna Rüling"), de 72 anos, era uma das jornalistas mais velhas da República Federal da Alemanha.